# سيبكا

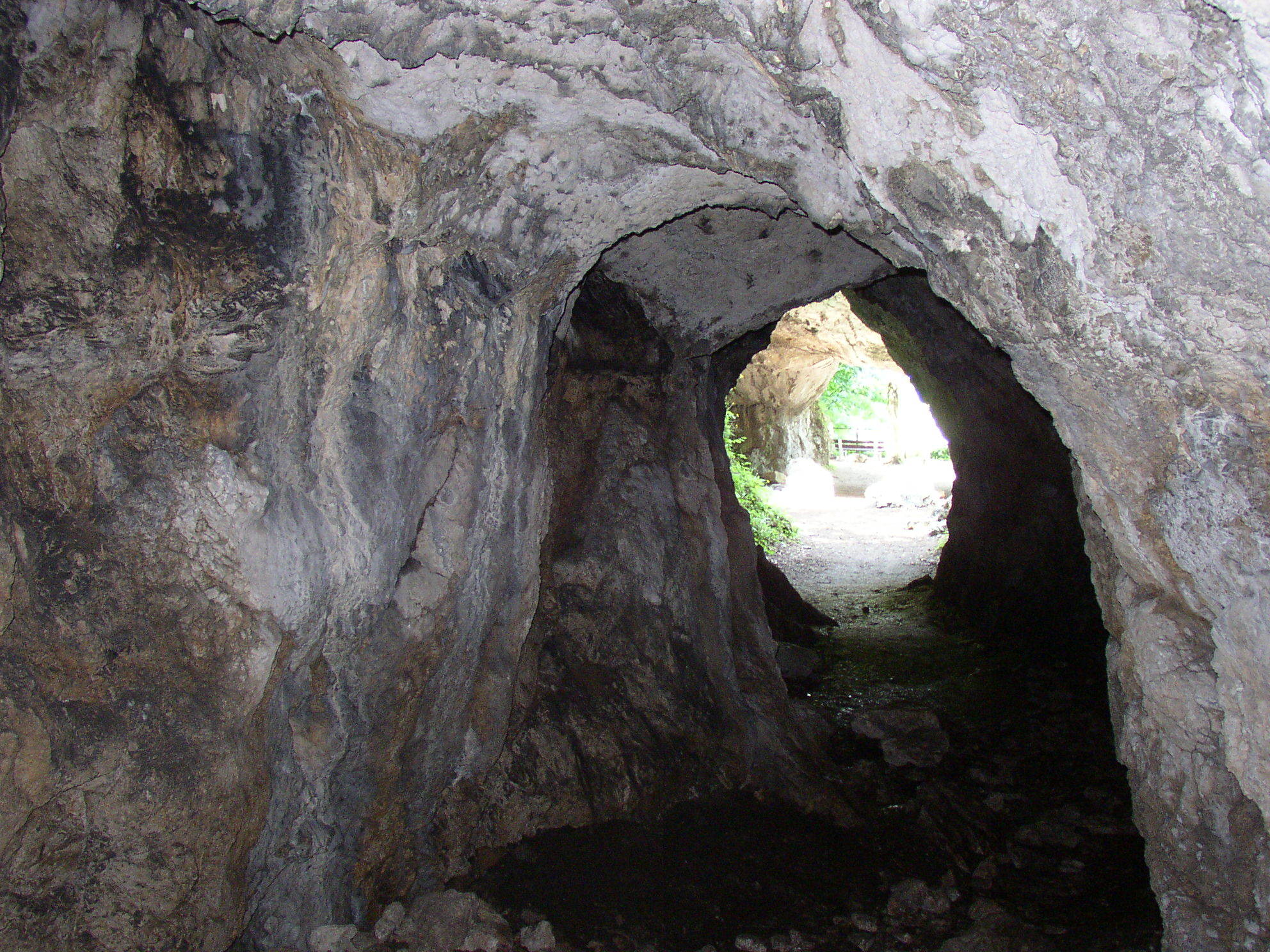
داخلية الكهف

سيبكا هو كهف يقع بالقرب من سترامبرك، في إقليم مورافيا-سيليزيا، التشيك، على ارتفاع 440 مترًا فوق مستوى سطح البحر. في عام 1880، تم العثور على فك سفلي لطفل نياندرتال هناك. قُدِّر عمر الطفل ما بين 9 و10 سنوات.

## وصلات خارجية
- Archeolog.cz: Description, site map, photo gallery and literature (in اللغة التشيكية).